# George V van Hannover
George Frederik Alexander Karel Ernst August (Berlijn, 27 mei 1819 – Parijs, 12 juni 1878), 2e hertog van Cumberland en Teviotdale, was van 1851 tot 1866 de laatste koning van Hannover.

## Jeugd
Hij werd geboren als zoon van Ernst August, hertog van Cumberland (de latere koning van Hannover Ernst August I), en Frederika, dochter van Karel II van Mecklenburg-Strelitz. Hij bracht als Prins George van Cumberland zijn kindertijd door in Berlijn en Londen. Door een ziekte verloor hij het zicht in één oog en bij een ongeluk in 1833 het andere, zodat hij op 13-jarige leeftijd volledig blind was. Deze kwaal trachtte hij in het openbaar verborgen te houden.
Zijn oom Willem IV, koning van het Verenigd Koninkrijk en Hannover, benoemde hem op 15 augustus 1835 tot ridder in de Orde van de Kousenband. Na Willems dood kwam er vanwege de in Hannover geldende Salische Wet een einde aan de personele unie tussen Hannover en het Verenigd Koninkrijk. In Engeland besteeg Willems nicht Victoria (een volle nicht van George) de troon, in Hannover echter Ernst August.
Als wettig afstammeling in de mannelijke lijn van George III bleef George lid van de Britse koninklijke familie en was hij tweede in de lijn van troonopvolging tot de geboorte van Victoria's eerste kind Victoria in 1840.
Ernst August bepaalde in 1842 dat de kroonprins slechts aktes kon ondertekenen in bijzijn van twee ministers en twee van de twaalf tot dit doel door de koning benoemde personen, die onder ede verplicht waren door ondertekening te getuigen dat het document aan George was voorgelezen en dat deze het eigenhandig had ondertekend. Op deze wijze regeerde George reeds in 1843 tijdens een langdurig oponthoud van Ernst August in Engeland.

## Huwelijk
George trad op 18 februari 1843 in het huwelijk met Alexandrine Marie Wilhelmina van Saksen-Altenburg, dochter van Jozef van Saksen-Altenburg. Uit dit huwelijk werden drie kinderen geboren:
- Ernst August (1845-1923), 3e hertog van Cumberland, kroonprins van Hannover
- Frederika Sophie Marie Henriëtte Amelie Theresia (1848-1926), gehuwd met Alfons van Pawel-Rammingen
- Marie (Mary) Ernestine Josepha (1849-1904)

## Koningschap
Ondanks zijn blindheid besteeg George na de dood van zijn vader in 1851 de troon van Hannover. Onder invloed van zijn vader en zijn oom van moederskant Karel Frederik van Mecklenburg-Strelitz, een van de invloedrijkste figuren aan het Pruisische hof, hield hij er feodale en autocratische ideeën op na. Gesteund door zijn gunsteling en minister Wilhelm von Borries week hij al snel van de liberale richting af. Hij hief in 1855 de liberale constitutie die zijn vader in het revolutiejaar 1848 had moeten aanvaarden weer op. Verdere reactionaire maatregelen hadden tot doel het voortbestaan van het Welfenrijk "bis zum Ende aller Dinge" te verzekeren. Vanwege zijn reactionaire beleid was hij gedurende zijn vijftienjarige heerschappij voortdurend in conflict met de landdag.

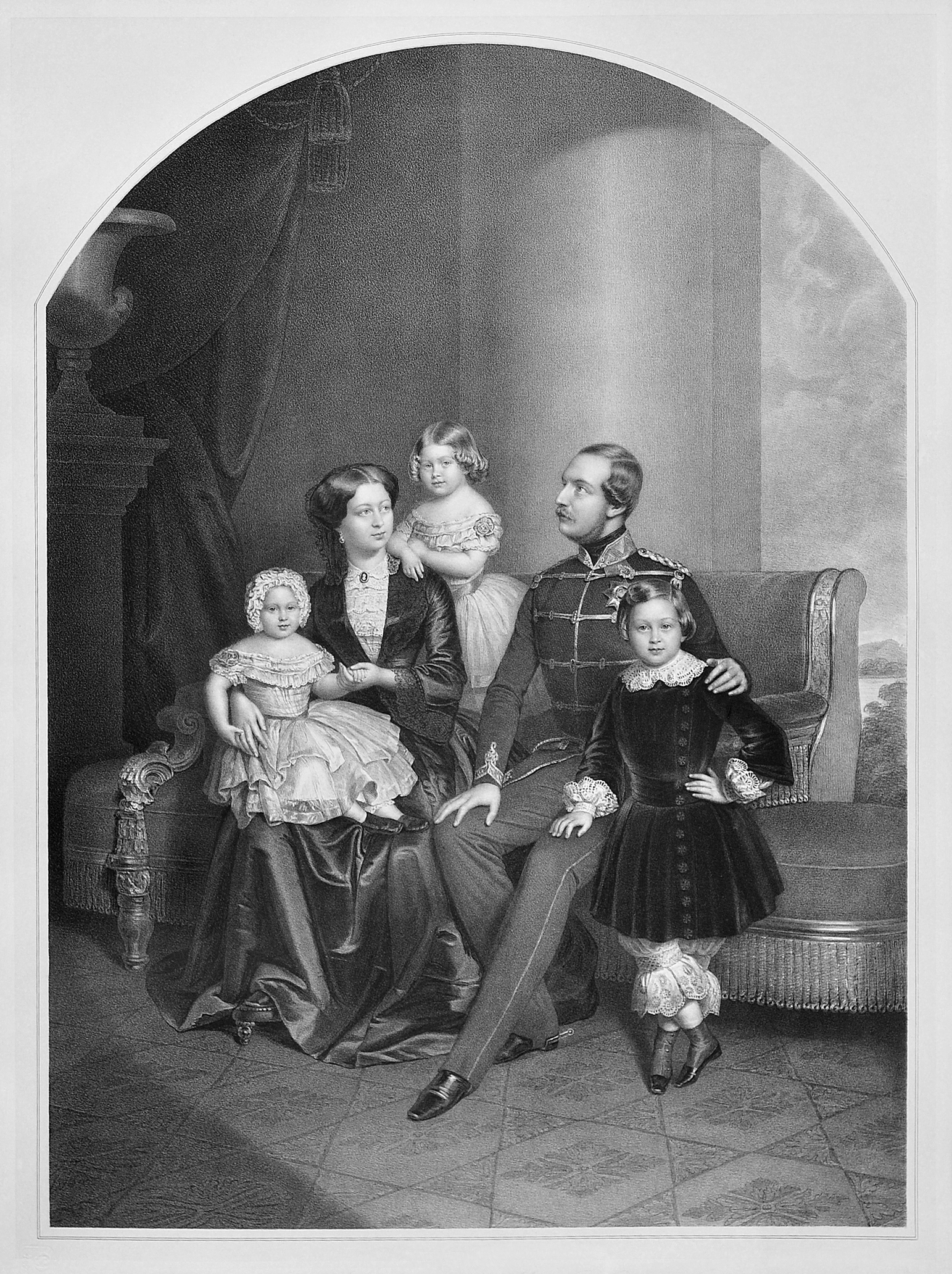
George V met zijn echtgenote en kinderen op een litho (ca. 1855)

Anders dan bij zijn vader lagen George' buitenlandse sympathieën bij Oostenrijk en niet bij Pruisen, van welk land hij mede door diens inmenging in de successiekwestie in Brunswijk en de Sleeswijk-Holsteinse kwestie een diepe afkeer had. Zijn anti-Pruisische gezindheid werd versterkt nadat dit land hem tot een verbond tegen Oostenrijk had willen dwingen. Hij beschouwde dit als een poging tot inbreuk op zijn angstvallig beschermde soevereiniteit.
Tegen het besluit van de landdag in weigerde hij dan ook met de Pruisische aansporing in de dreigende Pruisisch-Oostenrijkse Oorlog (1866) neutraal te blijven akkoord te gaan, maar verbond zich met Oostenrijk. Na de Oostenrijkse nederlaag in de Slag bij Langensalza werd Hannover door Pruisen bezet en op 20 september 1866 formeel geannexeerd. George vluchtte naar Wenen, korte tijd later gevolgd door zijn gezin.

## Ballingschap
De nu in ballingschap levende koning weigerde zijn aanspraak op Hannover op te geven en de annexatie te erkennen. Hij zocht vergeefs steun bij verschillende Europese grootmachten. Te Parijs gaf hij het tijdschrift Situation uit dat dagelijks tegen de nieuwe orde in Duitsland fulmineerde en de Franse haat tegen Duitsland oppookte. Toen in 1867 in verband met de Luxemburgse kwestie een Frans-Duitse oorlog dreigde, bracht hij met de schrijver Oskar Meding in Frankrijk een legioen Hannoveraanse vluchtelingen bijeen (het Welfenlegioen) om eventueel zijn rijk te heroveren. Dit leidde ertoe dat Pruisen een reeds toegezegde schadeloosstelling niet uitkeerde en zijn privévermogen in beslag nam (Welfenfonds).
George bracht de rest van zijn leven overwegend in Parijs door, alwaar hij op 12 juni 1878, zwaar ziek maar nog altijd onverzoenlijk, stierf. Zijn stoffelijk overschot werd naar Engeland getransporteerd en in de St. George's Chapel in Windsor Castle bijgezet. Zijn zoon Ernst August nam zijn aanspraak op Hannover over.

## Kwartierstaat (voorouders)
| Frederik van Groot-Brittannië (1707-1751) | Frederik van Groot-Brittannië (1707-1751) | Frederik van Groot-Brittannië (1707-1751) | Frederik van Groot-Brittannië (1707-1751) | Frederik van Groot-Brittannië (1707-1751)          | Frederik van Groot-Brittannië (1707-1751)          |                                                    |                                                    | Augusta van Saksen-Gotha (1719-1772)               | Augusta van Saksen-Gotha (1719-1772)               | Augusta van Saksen-Gotha (1719-1772)    | Augusta van Saksen-Gotha (1719-1772)    | Augusta van Saksen-Gotha (1719-1772)    | Augusta van Saksen-Gotha (1719-1772)    |                                         |                                         | Karel van Mecklenburg-Strelitz (1708-1752)     | Karel van Mecklenburg-Strelitz (1708-1752)     | Karel van Mecklenburg-Strelitz (1708-1752)     | Karel van Mecklenburg-Strelitz (1708-1752)     | Karel van Mecklenburg-Strelitz (1708-1752)     | Karel van Mecklenburg-Strelitz (1708-1752)     |  |  | Elisabeth Albertine van Saksen-Hildburghausen (1713-1761) | Elisabeth Albertine van Saksen-Hildburghausen (1713-1761) | Elisabeth Albertine van Saksen-Hildburghausen (1713-1761) | Elisabeth Albertine van Saksen-Hildburghausen (1713-1761) | Elisabeth Albertine van Saksen-Hildburghausen (1713-1761) | Elisabeth Albertine van Saksen-Hildburghausen (1713-1761) |                                                |                                                | George Wilhelm van Hessen-Darmstadt (1722-1782) | George Wilhelm van Hessen-Darmstadt (1722-1782) | George Wilhelm van Hessen-Darmstadt (1722-1782) | George Wilhelm van Hessen-Darmstadt (1722-1782) | George Wilhelm van Hessen-Darmstadt (1722-1782)            | George Wilhelm van Hessen-Darmstadt (1722-1782)            |                                                            |                                                            | Maria Luise Albertine van Leiningen-Dagsburg-Falkenburg (1729-1818) | Maria Luise Albertine van Leiningen-Dagsburg-Falkenburg (1729-1818) | Maria Luise Albertine van Leiningen-Dagsburg-Falkenburg (1729-1818) | Maria Luise Albertine van Leiningen-Dagsburg-Falkenburg (1729-1818) | Maria Luise Albertine van Leiningen-Dagsburg-Falkenburg (1729-1818) | Maria Luise Albertine van Leiningen-Dagsburg-Falkenburg (1729-1818) |
| Frederik van Groot-Brittannië (1707-1751) | Frederik van Groot-Brittannië (1707-1751) | Frederik van Groot-Brittannië (1707-1751) | Frederik van Groot-Brittannië (1707-1751) | Frederik van Groot-Brittannië (1707-1751)          | Frederik van Groot-Brittannië (1707-1751)          |                                                    |                                                    | Augusta van Saksen-Gotha (1719-1772)               | Augusta van Saksen-Gotha (1719-1772)               | Augusta van Saksen-Gotha (1719-1772)    | Augusta van Saksen-Gotha (1719-1772)    | Augusta van Saksen-Gotha (1719-1772)    | Augusta van Saksen-Gotha (1719-1772)    |                                         |                                         | Karel van Mecklenburg-Strelitz (1708-1752)     | Karel van Mecklenburg-Strelitz (1708-1752)     | Karel van Mecklenburg-Strelitz (1708-1752)     | Karel van Mecklenburg-Strelitz (1708-1752)     | Karel van Mecklenburg-Strelitz (1708-1752)     | Karel van Mecklenburg-Strelitz (1708-1752)     |  |  | Elisabeth Albertine van Saksen-Hildburghausen (1713-1761) | Elisabeth Albertine van Saksen-Hildburghausen (1713-1761) | Elisabeth Albertine van Saksen-Hildburghausen (1713-1761) | Elisabeth Albertine van Saksen-Hildburghausen (1713-1761) | Elisabeth Albertine van Saksen-Hildburghausen (1713-1761) | Elisabeth Albertine van Saksen-Hildburghausen (1713-1761) |                                                |                                                | George Wilhelm van Hessen-Darmstadt (1722-1782) | George Wilhelm van Hessen-Darmstadt (1722-1782) | George Wilhelm van Hessen-Darmstadt (1722-1782) | George Wilhelm van Hessen-Darmstadt (1722-1782) | George Wilhelm van Hessen-Darmstadt (1722-1782)            | George Wilhelm van Hessen-Darmstadt (1722-1782)            |                                                            |                                                            | Maria Luise Albertine van Leiningen-Dagsburg-Falkenburg (1729-1818) | Maria Luise Albertine van Leiningen-Dagsburg-Falkenburg (1729-1818) | Maria Luise Albertine van Leiningen-Dagsburg-Falkenburg (1729-1818) | Maria Luise Albertine van Leiningen-Dagsburg-Falkenburg (1729-1818) | Maria Luise Albertine van Leiningen-Dagsburg-Falkenburg (1729-1818) | Maria Luise Albertine van Leiningen-Dagsburg-Falkenburg (1729-1818) |
|                                           |                                           |                                           |                                           |                                                    |                                                    |                                                    |                                                    |                                                    |                                                    |                                         |                                         |                                         |                                         |                                         |                                         |                                                |                                                |                                                |                                                |                                                |                                                |  |  |                                                           |                                                           |                                                           |                                                           |                                                           |                                                           |                                                |                                                |                                                 |                                                 |                                                 |                                                 |                                                            |                                                            |                                                            |                                                            |                                                                     |                                                                     |                                                                     |                                                                     |                                                                     |                                                                     |
|                                           |                                           |                                           |                                           |                                                    |                                                    |                                                    |                                                    |                                                    |                                                    |                                         |                                         |                                         |                                         |                                         |                                         |                                                |                                                |                                                |                                                |                                                |                                                |  |  |                                                           |                                                           |                                                           |                                                           |                                                           |                                                           |                                                |                                                |                                                 |                                                 |                                                 |                                                 |                                                            |                                                            |                                                            |                                                            |                                                                     |                                                                     |                                                                     |                                                                     |                                                                     |                                                                     |
|                                           |                                           |                                           |                                           | George III van het Verenigd Koninkrijk (1738-1820) | George III van het Verenigd Koninkrijk (1738-1820) | George III van het Verenigd Koninkrijk (1738-1820) | George III van het Verenigd Koninkrijk (1738-1820) | George III van het Verenigd Koninkrijk (1738-1820) | George III van het Verenigd Koninkrijk (1738-1820) |                                         |                                         |                                         |                                         |                                         |                                         | Charlotte van Mecklenburg-Strelitz (1744-1818) | Charlotte van Mecklenburg-Strelitz (1744-1818) | Charlotte van Mecklenburg-Strelitz (1744-1818) | Charlotte van Mecklenburg-Strelitz (1744-1818) | Charlotte van Mecklenburg-Strelitz (1744-1818) | Charlotte van Mecklenburg-Strelitz (1744-1818) |  |  | Karel II van Mecklenburg-Strelitz (1741-1816)             | Karel II van Mecklenburg-Strelitz (1741-1816)             | Karel II van Mecklenburg-Strelitz (1741-1816)             | Karel II van Mecklenburg-Strelitz (1741-1816)             | Karel II van Mecklenburg-Strelitz (1741-1816)             | Karel II van Mecklenburg-Strelitz (1741-1816)             |                                                |                                                |                                                 |                                                 |                                                 |                                                 | Frederika Caroline Louise van Hessen-Darmstadt (1752-1782) | Frederika Caroline Louise van Hessen-Darmstadt (1752-1782) | Frederika Caroline Louise van Hessen-Darmstadt (1752-1782) | Frederika Caroline Louise van Hessen-Darmstadt (1752-1782) | Frederika Caroline Louise van Hessen-Darmstadt (1752-1782)          | Frederika Caroline Louise van Hessen-Darmstadt (1752-1782)          |                                                                     |                                                                     |                                                                     |                                                                     |
|                                           |                                           |                                           |                                           | George III van het Verenigd Koninkrijk (1738-1820) | George III van het Verenigd Koninkrijk (1738-1820) | George III van het Verenigd Koninkrijk (1738-1820) | George III van het Verenigd Koninkrijk (1738-1820) | George III van het Verenigd Koninkrijk (1738-1820) | George III van het Verenigd Koninkrijk (1738-1820) |                                         |                                         |                                         |                                         |                                         |                                         | Charlotte van Mecklenburg-Strelitz (1744-1818) | Charlotte van Mecklenburg-Strelitz (1744-1818) | Charlotte van Mecklenburg-Strelitz (1744-1818) | Charlotte van Mecklenburg-Strelitz (1744-1818) | Charlotte van Mecklenburg-Strelitz (1744-1818) | Charlotte van Mecklenburg-Strelitz (1744-1818) |  |  | Karel II van Mecklenburg-Strelitz (1741-1816)             | Karel II van Mecklenburg-Strelitz (1741-1816)             | Karel II van Mecklenburg-Strelitz (1741-1816)             | Karel II van Mecklenburg-Strelitz (1741-1816)             | Karel II van Mecklenburg-Strelitz (1741-1816)             | Karel II van Mecklenburg-Strelitz (1741-1816)             |                                                |                                                |                                                 |                                                 |                                                 |                                                 | Frederika Caroline Louise van Hessen-Darmstadt (1752-1782) | Frederika Caroline Louise van Hessen-Darmstadt (1752-1782) | Frederika Caroline Louise van Hessen-Darmstadt (1752-1782) | Frederika Caroline Louise van Hessen-Darmstadt (1752-1782) | Frederika Caroline Louise van Hessen-Darmstadt (1752-1782)          | Frederika Caroline Louise van Hessen-Darmstadt (1752-1782)          |                                                                     |                                                                     |                                                                     |                                                                     |
|                                           |                                           |                                           |                                           |                                                    |                                                    |                                                    |                                                    |                                                    |                                                    | Ernst August I van Hannover (1771-1851) | Ernst August I van Hannover (1771-1851) | Ernst August I van Hannover (1771-1851) | Ernst August I van Hannover (1771-1851) | Ernst August I van Hannover (1771-1851) | Ernst August I van Hannover (1771-1851) |                                                |                                                |                                                |                                                |                                                |                                                |  |  |                                                           |                                                           |                                                           |                                                           |                                                           |                                                           | Frederika van Mecklenburg-Strelitz (1778-1841) | Frederika van Mecklenburg-Strelitz (1778-1841) | Frederika van Mecklenburg-Strelitz (1778-1841)  | Frederika van Mecklenburg-Strelitz (1778-1841)  | Frederika van Mecklenburg-Strelitz (1778-1841)  | Frederika van Mecklenburg-Strelitz (1778-1841)  |                                                            |                                                            |                                                            |                                                            |                                                                     |                                                                     |                                                                     |                                                                     |                                                                     |                                                                     |
|                                           |                                           |                                           |                                           |                                                    |                                                    |                                                    |                                                    |                                                    |                                                    | Ernst August I van Hannover (1771-1851) | Ernst August I van Hannover (1771-1851) | Ernst August I van Hannover (1771-1851) | Ernst August I van Hannover (1771-1851) | Ernst August I van Hannover (1771-1851) | Ernst August I van Hannover (1771-1851) |                                                |                                                |                                                |                                                |                                                |                                                |  |  |                                                           |                                                           |                                                           |                                                           |                                                           |                                                           | Frederika van Mecklenburg-Strelitz (1778-1841) | Frederika van Mecklenburg-Strelitz (1778-1841) | Frederika van Mecklenburg-Strelitz (1778-1841)  | Frederika van Mecklenburg-Strelitz (1778-1841)  | Frederika van Mecklenburg-Strelitz (1778-1841)  | Frederika van Mecklenburg-Strelitz (1778-1841)  |                                                            |                                                            |                                                            |                                                            |                                                                     |                                                                     |                                                                     |                                                                     |                                                                     |                                                                     |
|                                           |                                           |                                           |                                           |                                                    |                                                    |                                                    |                                                    |                                                    |                                                    |                                         |                                         |                                         |                                         |                                         |                                         |                                                |                                                |                                                |                                                | George V van Hannover (1819-1878)              |                                                |  |  |                                                           |                                                           |                                                           |                                                           |                                                           |                                                           |                                                |                                                |                                                 |                                                 |                                                 |                                                 |                                                            |                                                            |                                                            |                                                            |                                                                     |                                                                     |                                                                     |                                                                     |                                                                     |                                                                     |

- Bibliothèque nationale de France: cb167336633 (data)
- Gemeinsame Normdatei: 118690485
- International Standard Name Identifier: 0000 0000 6675 4455
- Library of Congress Control Number: n94118363
- Nationale Bibliotheek van Tsjechië: mzk2018997410
- Nationale Bibliotheek van Israël: 987007313371705171
- Nationale Bibliotheek van Polen: a0000003222009
- Nederlandse Thesaurus van Auteursnamen: 104903473
- RKD-Nederlands Instituut voor Kunstgeschiedenis: 459459
- Istituto Centrale per il Catalogo Unico: MUSV030464
- Système universitaire de documentation: 137350155
- Museum of New Zealand Te Papa Tongarewa: 68040
- Virtual International Authority File: 18016475
- WorldCat: E39PBJfxdGy33WGkvjjFRMTCQq